# Julio Cepeda
Julio Cepeda Garza (nascido em 20 de dezembro de 1932) é um ex-ciclista olímpico mexicano. Representou sua nação em dois eventos nos Jogos Olímpicos de Verão de 1952.